# Pablo Yan Fereira
Pablo Yan Fereira (sinh ngày 30 tháng 8 năm 1994) là một cầu thủ bóng đá người Brasil.

## Sự nghiệp câu lạc bộ
Pablo Yan Fereira đã từng chơi cho Roasso Kumamoto, Volca Kagoshima và Suzuka Unlimited FC.